# بيتر كيمب (مجدف)
بيتر كيمب (بالإنجليزية: Peter Kemp)‏ هو مجدف أسترالي، ولد في 15 نوفمبر 1853 في نهر هاوكيسبيري في أستراليا، وتوفي في 1 ديسمبر 1921 في نيوساوث ويلز في أستراليا.